# Visão binocular
Visão binocular é a visão na qual ambos os olhos são usados em conjunto. A palavra binóculo vem de duas raízes latinas, "bini" para duplo, e "óculos" de olho.
Tal visão binocular é normalmente acompanhada por visão única ou fusão binocular, na qual uma única imagem é vista apesar de que cada olho tenha sua própria visão de qualquer objeto. Outros fenômenos da visão binocular incluem a discriminação utrocular, allelotropia, e a rivalidade binocular,uma visão da qual muitos cientistas e biólogos utilizam
Tendo dois olhos posicionados para frente há pelo menos quatro vantagens: 
- Primeiro, ele dá um olho de sobra no caso que um seja danificado.
- Em segundo lugar, ele dá um mais largo campo de visão frontal. Por exemplo, um ser humano tem um campo horizontal de visão de aproximadamente 200 graus com dois olhos mas só 160 graus com um.
- Terceiro, ele dá a adição binocular na qual a capacidade de descobrir objetos fracos é realçada.
- Quarto ele pode dar "stereopsis" em que há um paralaxe fornecido pelas posições diferentes dos dois olhos quanto à cabeça, dão percepção de profundidade exata.